# Mario Paciello
Mario Paciello (Barcellona Pozzo di Gotto, 26 ottobre 1937) è un vescovo cattolico italiano, dal 15 ottobre 2013 vescovo emerito di Altamura-Gravina-Acquaviva delle Fonti.

## Biografia
Nato a Barcellona Pozzo di Gotto, città metropolitana di Messina ed arcidiocesi di Messina-Lipari-Santa Lucia del Mela, il 26 ottobre 1937, è battezzato il 7 novembre dello stesso anno. Compie gli studi medi e ginnasiali nel seminario vescovile di Troia e nel 1950 inizia quelli filosofici e teologici nel Seminario Regionale di Benevento.
Viene ordinato sacerdote il 30 giugno 1963 a Foggia dal vescovo Giuseppe Lenotti. Dapprima vicerettore nel seminario diocesano di Foggia, dal 1963 al 1966, successivamente canonico della basilica cattedrale, rettore del seminario, dal 1966 al 1978, parroco della parrocchia dei Santi Guglielmo e Pellegrino in Foggia, dal 1978 al 1989, e vicario generale dell'arcidiocesi di Foggia-Bovino, allora guidata dall'arcivescovo Giuseppe Casale, dal 1989 fino alla nomina episcopale.

### Ministero episcopale

#### Vescovo di Cerreto-Telese-Sant'Agata de'Goti
Il 20 luglio 1991 è nominato vescovo di Cerreto Sannita-Telese-Sant'Agata de' Goti da papa Giovanni Paolo II. Riceve l'ordinazione episcopale il 29 settembre 1991 da Giuseppe Casale, arcivescovo metropolita di Foggia-Bovino, (co-consacranti: Pietro Santoro, arcivescovo metropolita di Campobasso-Boiano, e Felice Leonardo, vescovo emerito di Cerreto Sannita-Telese-Sant'Agata de' Goti). Organizza il primo convegno pastorale diocesano, cura il restauro del palazzo vescovile e dell'archivio di Sant'Agata de' Goti e istituisce il "Centro di teologia e di formazione dei laici all'azione pastorale".
Nel 1993 propone l'istituzione del museo diocesano di Sant'Agata de' Goti, inaugurato il 27 settembre 1996 dall'allora cardinale Joseph Ratzinger.

#### Vescovo di Altamura-Gravina-Acquaviva delle Fonti
Il 6 agosto 1997 è nominato vescovo di Altamura-Gravina-Acquaviva delle Fonti da papa Giovanni Paolo II e, in tale veste, diventa governatore dell'Ente Ecclesiastico Ospedale Regionale Francesco Miulli di Acquaviva delle Fonti. Il 25 ottobre 1997 prende possesso canonico della diocesi di Altamura-Gravina-Acquaviva delle Fonti. Nell'ambito della CEI è membro della Commissione episcopale per il servizio della carità e la salute, nonché membro della presidenza della Caritas Italiana.
Nel suo ministero ha curato particolarmente la formazione catechetica e spirituale di laici, religiose e presbiteri attraverso la pubblicazione di diverse lettere pastorali, ma non solo.
Nel 2006, in occasione della scomparsa di due bambini gravinesi, Francesco e Salvatore, avvenuta il 5 giugno, scrive una lettera-appello firmata da lui e dalle famiglie della diocesi, inviata al presidente della Repubblica Giorgio Napolitano e si offre come mediatore nella speranza che assicurando l'anonimato a chiunque abbia notizie utili per il ritrovamento dei fratellini, potessero finalmente sbloccarsi le ricerche. Diffonde così il suo numero di cellulare e quello dell'episcopato di Gravina in Puglia, offrendosi di andare a prendere personalmente i due fratelli di 13 ed 11 anni. I due bambini furono però ritrovati morti due anni dopo, nel febbraio 2008, e la causa della morte fu fatta risalire ad una caduta accidentale in un pozzo di un palazzo abbandonato nel centro della città.

Mons. Paciello in una foto scattata il 10 novembre 1991

Nell'aprile 2012 riceve un avviso di garanzia nell'ambito di un'inchiesta della procura di Bari riguardante una transazione da 45 milioni di euro tra Regione Puglia e l'ospedale Miulli, che coinvolge anche politici e funzionari regionali e che risale al 2008. In quell'anno infatti l'ospedale di Acquaviva delle Fonti, nella persona del vescovo, in qualità di governatore, e di don Domenico Laddaga, reggente dell'ente, sull'orlo del fallimento, chiede un pagamento per delle prestazioni effettuate dal 2002. Il presidente della regione, Nichi Vendola, accetta e decide che queste risorse siano prese da un capitolo di spese correnti, di fondi per l'edilizia sanitaria. A dicembre 2013, su richiesta del magistrato inquirente, l'indagine viene archiviata.
Il 15 ottobre 2013 papa Francesco accoglie la sua rinuncia al governo pastorale della diocesi di Altamura-Gravina-Acquaviva delle Fonti per raggiunti limiti di età. Rimane amministratore apostolico della diocesi fino al 4 gennaio successivo, quando ha inizio il ministero pastorale del suo successore, Giovanni Ricchiuti. Risiede attualmente nella parrocchia del Santissimo Redentore in Altamura e continua il proprio ministero guidando catechesi, lectio divine, ritiri al clero e corsi di esercizi spirituali.

## Genealogia episcopale
La genealogia episcopale è:
- Cardinale Scipione Rebiba
- Cardinale Giulio Antonio Santori
- Cardinale Girolamo Bernerio, O.P.
- Arcivescovo Galeazzo Sanvitale
- Cardinale Ludovico Ludovisi
- Cardinale Luigi Caetani
- Cardinale Ulderico Carpegna
- Cardinale Paluzzo Paluzzi Altieri degli Albertoni
- Papa Benedetto XIII
- Papa Benedetto XIV
- Cardinale Enrico Enriquez
- Arcivescovo Manuel Quintano Bonifaz
- Cardinale Buenaventura Córdoba Espinosa de la Cerda
- Cardinale Giuseppe Maria Doria Pamphilj
- Papa Pio VIII
- Papa Pio IX
- Cardinale Alessandro Franchi
- Cardinale Giovanni Simeoni
- Cardinale Antonio Agliardi
- Cardinale Basilio Pompilj
- Cardinale Adeodato Piazza, O.C.D.
- Cardinale Sebastiano Baggio
- Arcivescovo Giuseppe Casale
- Vescovo Mario Paciello